# Antimaque d'Élis
Antimaque d'Élis (grec ancien : Ἀντίμαχος Ἠλεῖος) est un vainqueur olympique, originaire de la cité de Dyspontion.
Antimaque était né dans l'une des cités encore indépendantes de la Pisatide, Dyspontion, conquise et rasée par la cité voisine d'Élis à l'époque archaïque. Il fut ensuite considéré comme Éléen lui-même.
Il remporta la course à pied du stadion d'une longueur d'un stade (environ 192 m) lors des 2e Jeux olympiques, en 772 av. J.-C.

## Sources
- (en) Paul Christesen, Olympic Victor Lists and Ancient Greek History, New York, Cambridge University Press, 2007, 598 p. (ISBN 978-0-521-86634-7, BNF 41039678).
- Eusèbe de Césarée, Chronique, Livre I, 70-82. Lire en ligne.
- (en) David Matz, Greek and Roman Sport : A Dictionnary of Athletes and Events from the Eighth Century B. C. to the Third Century A. D., Jefferson et Londres, McFarland & Company, 1991, 169 p. (ISBN 978-0-89950-558-9)
- (it) Luigi Moretti, « Olympionikai, i vincitori negli antichi agoni olimpici », Atti della Accademia Nazionale dei Lincei, vol. VIII,‎ 1959, p. 55-199.